# Área metropolitana de Logroño
El área metropolitana de Logroño se localiza en la zona centro-septentrional de la comunidad autónoma de La Rioja (España). Engloba la capital Logroño, los municipios riojanos de Lardero, Villamediana de Iregua, Fuenmayor, Navarrete, Agoncillo, Alberite, Albelda de Iregua, Nalda, Murillo de Rio Leza, Ribafrecha, Cenicero, Entrena y Arrúbal. La población riojana supera los 180 000 habitantes.
Asimismo, en el área urbana funcional de Logroño que considera el INE se incluyen tres municipios de otras comunidades autónomas: Oyón y Moreda de Álava (País Vasco) además de Viana (Navarra), en cambio no se incluyen Agoncillo, Arrúbal ni Ribafrecha.
El crecimiento de Logroño y su metrópoli la han colocado en cifras de población similares a las de la ciudad de Burgos, y cercanas a otras capitales de la zona como Vitoria o Pamplona, aunque sin tener en cuenta sus respectivas áreas metropolitanas, únicamente las capitales. Este es uno de los hechos significativos destacados por el documento Estrategia Territorial de La Rioja, que se convertirá en la referencia fundamental de la política de ordenación del territorio de la región.
El crecimiento poblacional ha sido espectacular (67 % desde 1980 al 2005, frente al 33% de Pamplona, el 19% de Vitoria o el 13% de Burgos), hasta el punto de que el técnico de la consultora Prointec considera que «por primera vez en mucho tiempo Logroño puede jugar un papel importante en el entramado de ciudades medianas del norte de España».

## Demografía

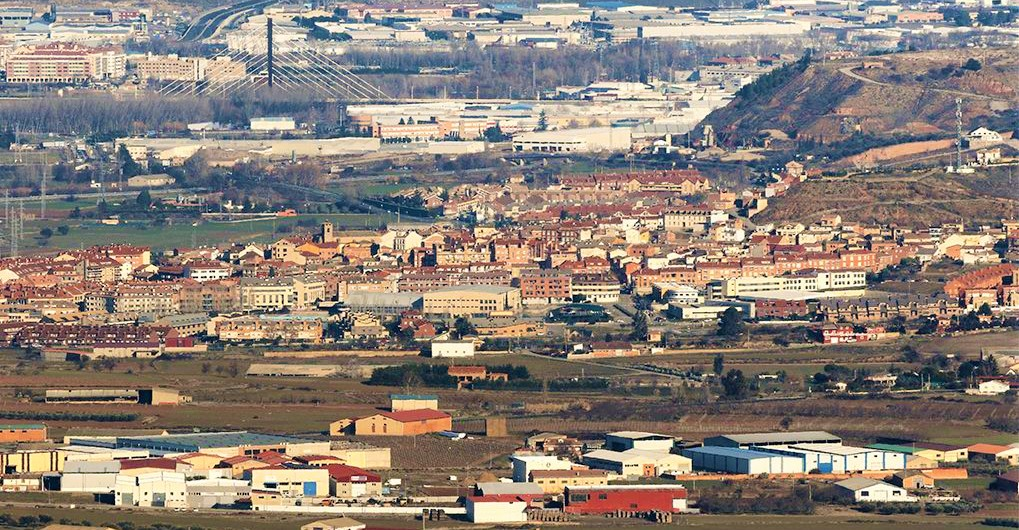
Villamediana de Iregua y zonas industriales de Logroño y Alberite.

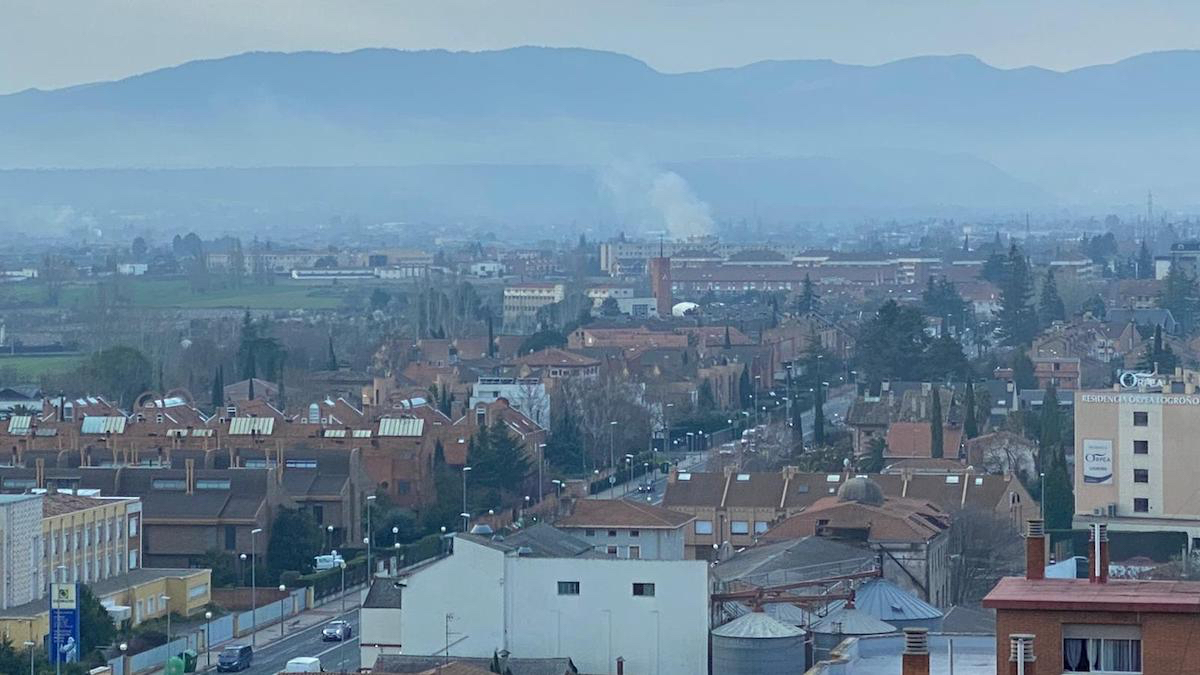
Urbanización de baja densidad. Lardero es el municipio de mayor renta bruta media de La Rioja.

La población se reparte en los siguientes municipios:
| Municipio              | Población | Superficie (km²) | Densidad (hab./km²) | CC.AA.                       |
| ---------------------- | --------- | ---------------- | ------------------- | ---------------------------- |
| Logroño                | 151 164   | 79,6             | 1 897               | Bandera de La Rioja (España) |
| Lardero                | 11 658    | 20,4             | 515                 | Bandera de La Rioja (España) |
| Villamediana de Iregua | 9 207     | 20,4             | 396                 | Bandera de La Rioja (España) |
| Albelda de Iregua      | 3 855     | 23,2             | 149                 | Bandera de La Rioja (España) |
| Fuenmayor              | 3 278     | 34,3             | 90                  | Bandera de La Rioja (España) |
| Navarrete              | 3 038     | 28,5             | 103                 | Bandera de La Rioja (España) |
| Alberite               | 2 674     | 20,2             | 120                 | Bandera de La Rioja (España) |
| Cenicero               | 2 091     | 31,7             | 65                  | Bandera de La Rioja (España) |
| Murillo de Rio Leza    | 1 665     | 46               | 36                  | Bandera de La Rioja (España) |
| Entrena                | 1 635     | 21               | 73                  | Bandera de La Rioja (España) |
| Agoncillo              | 1 314     | 34,7             | 32                  | Bandera de La Rioja (España) |
| Nalda                  | 1 307     | 24,6             | 42                  | Bandera de La Rioja (España) |
| Ribafrecha             | 1 065     | 34,6             | 28                  | Bandera de La Rioja (España) |
| Arrubal                | 565       | 7,35             | 69                  | Bandera de La Rioja (España) |
| Total                  | 194 516   | 426,75           | 446                 |                              |
| Viana                  | 4 413     | 78,63            | 54                  | Bandera de Navarra           |
| Mendavia               | 3 535     | 78               | 45                  | Bandera de Navarra           |
| Oyón                   | 3 413     | 45,16            | 75                  | Bandera del País Vasco       |
| Total                  | 205 877   | 628,54           | 478,7               |                              |

Esta área cuenta con las características de área metropolitana en cuanto a tejido urbano, sectores productivos, comunicaciones, etc.

## Nacimiento
Esta área metropolitana se ha conformado desde los últimos años del siglo XX hasta la actualidad, como consecuencia de un elevado precio de la vivienda en la ciudad central que ha obligado a cientos de logroñeses a trasladar su residencia a los municipios limítrofes. 

## Comunicaciones

### Aeropuerto

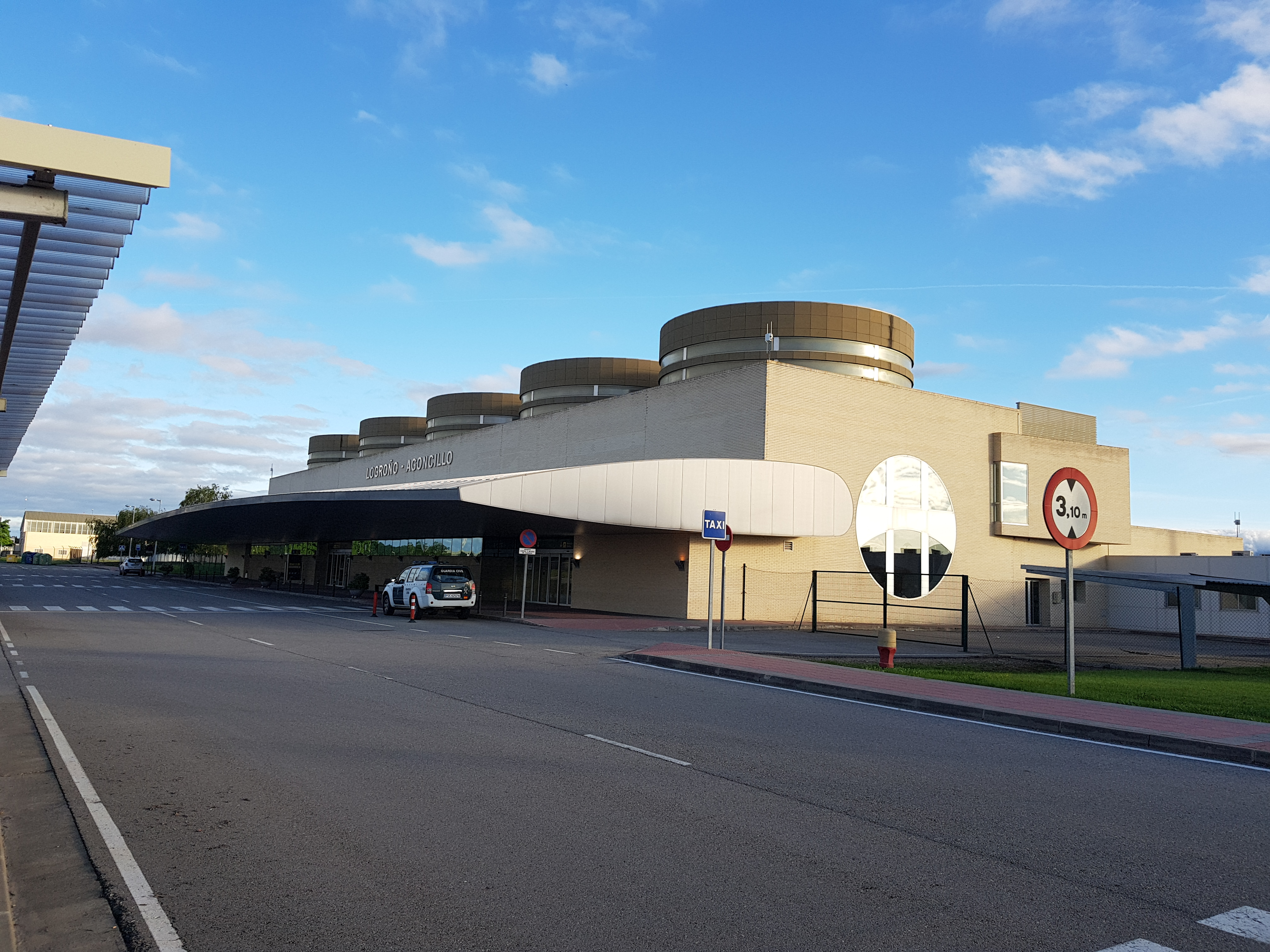
Aeropuerto de Logroño-Agoncillo.

El Aeropuerto de Logroño-Agoncillo Se encuentra a 10 minutos en coche del centro de Logroño. 

### Trenes
Se ofrecen servicios regionales a Zaragoza, y Valladolid, con paradas intermedias como Calahorra, Haro, Alfaro, Tudela, Castejón, Miranda de Ebro, Burgos, etc. También existen servicios de Grandes Líneas a Madrid, Barcelona, Bilbao, Salamanca, Asturias y Galicia entre otros.

### Autobuses metropolitanos

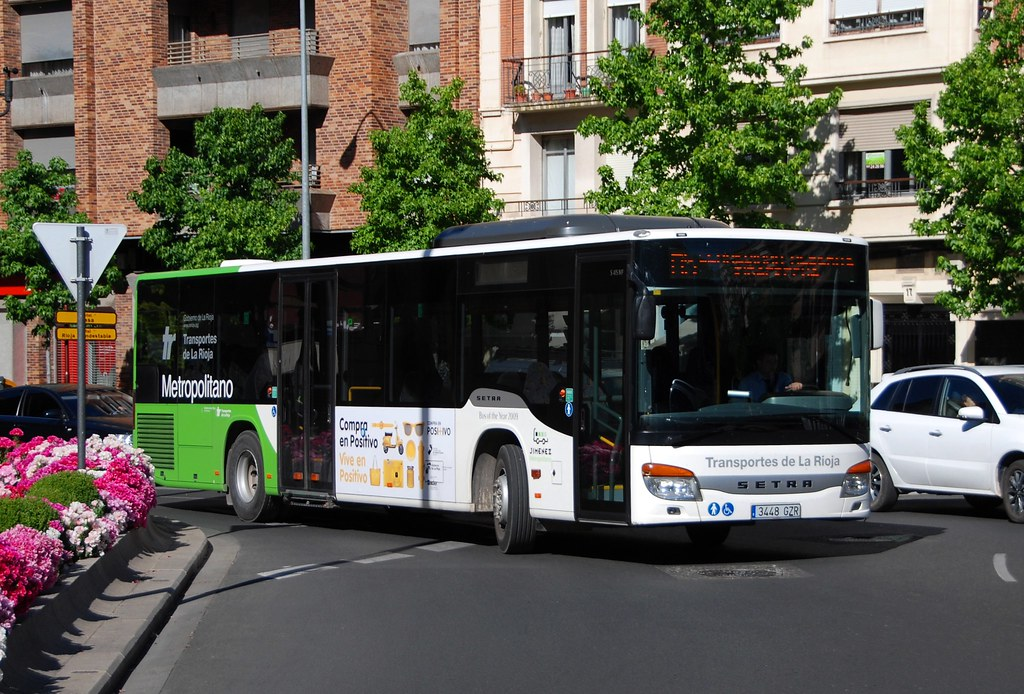
Modelo de autobuses metropolitanos de Logroño.

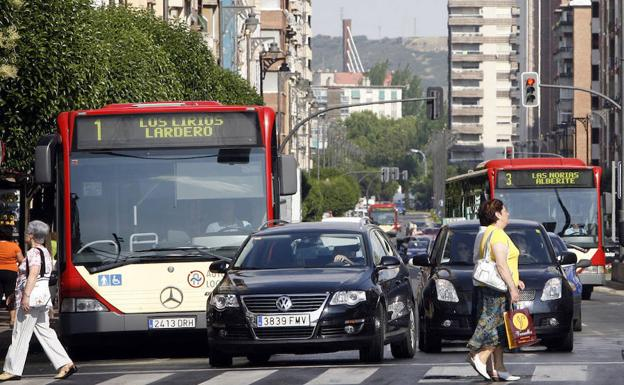
Modelo de autobuses urbanos de Logroño.

Desde 2010, Logroño cuenta con un servicio de autobuses metropolitanos que conectan con las poblaciones cercanas a la capital, con frecuencias de paso de entre 25 y 50 minutos. El servicio está operado por Jiménez Metropolitano, compuesta por la UTE AULOSA, Autobuses Jiménez y Logroza, todas ellas filiales del Grupo Jiménez. Las localidades a las que presta servicio son: Navarrete, Recajo, Fuenmayor, Entrena, Agoncillo, Cenicero, Murillo de Río Leza, Albelda de Iregua, Ribafrecha, Arrúbal y Nalda.
- M1/M2 - Cenicero - Fuenmayor - Navarrete - El Arco - Labrador - Universidad - Hospital San Pedro
- M3 - Entrena - Navarrete - El Arco - Labrador - Universidad - Hospital San Pedro
- M4 - Nalda - Albelda de Iregua - Alberite - Villamediana de Iregua - Marianistas - Hospital San Pedro - Universidad - Banco España - El Arco
  - M4A - Clavijo - La Unión - Alberite
  - M4B - Islallana - Nalda - Albelda de Iregua - Alberite
- M5 - Ribafrecha - Villamediana de Iregua - Marianistas - Hospital San Pedro - Universidad - Banco España - El Arco
- M6 - Murillo de Río Leza - Abrevadero - Villamediana de Iregua - Marianistas - Hospital San Pedro - Universidad - Banco España - El Arco
- M7 - Arrúbal - Museo Würth La Rioja - Agoncillo Renfe - Agoncillo - Recajo - Hospital San Pedro - Universidad - Banco España - El Arco[Nota 1]

- M3/M6 esta línea solo funciona los festivos y con parada en el parque de la Grajera , esta línea es la fusión de la M3 y M6 que solo funciona en festivos

## Autopistas, autovías y carreteras
Autopistas y autovías
| Numeración  | Nombre                               | Destinos                                                                                  |
| ----------- | ------------------------------------ | ----------------------------------------------------------------------------------------- |
| A-12        | Autovía del Camino (en construcción) | Pamplona - Logroño - * - Burgos                                                           |
| A-68        | Autovía del Ebro (en estudio)        | Valdealgorfa - * - Alcañiz - * - Zaragoza - * -Tudela - * - Logroño - * - Miranda de Ebro |
| AP-68 E-804 | Autopista Vasco-Aragonesa            | Bilbao - Logroño - Zaragoza                                                               |
| LO-20       | Circunvalación sur de Logroño        | Navarrete - Recajo                                                                        |

Otras carreteras
| Numeración                | Destinos                                                                          |
| ------------------------- | --------------------------------------------------------------------------------- |
| N-111                     | Medinaceli - Soria - Logroño - Pamplona                                           |
| N-120                     | Logroño - Burgos - León - Orense - Vigo                                           |
| N-232                     | Vinaroz - Alcañiz - Zaragoza - Tudela - Logroño - Pancorbo - Puerto del Escudo    |
| LR-131 / NA-134           | Mendavia - Lodosa - Cárcar - Andosilla - San Adrián                               |
| LR-132 / A-124            | Laguardia - Samaniego - Ábalos - San Vicente de la Sonsierra - Labastida - Briñas |
| LR-250                    | Villamediana de Iregua - Ribafrecha - Soto en Cameros - Laguna de Cameros         |
| LR-252 / A-2126 / NA-7210 | Oyón - Yécora - Lapoblación - Bernedo                                             |
| LR-441                    | El Cortijo                                                                        |